# 해금에세이; 피어나다
《해금에세이; 피어나다》는 해금 연주자 김단비의 정규 1집 음반이다.

## 음반정보
- 발매일 : 2020년 1월 14일
- 장   르 : 국악, 뉴에이지, 크로스오버
- 발매사 : 지누락엔터테인먼트
- 기획사 : 김단비

## 수록곡
| 트랙 | 곡명                            | 작곡   | 편곡                   | 재생시간 |
| ---- | ------------------------------- | ------ | ---------------------- | -------- |
| 1    | 추억의 온도                     | 김단비 | 정관영, 김단비         | 3:15     |
| 2    | 봄의 편지                       | 정관영 | 정관영, 김단비         | 4:30     |
| 3    | 기다리는 이유                   | 김현무 | 김현무                 | 4:58     |
| 4    | The pleasure of a solitary walk | 김단비 | 정관영, 김단비         | 3:21     |
| 5    | 긴 소나기 내리고                | 김단비 | 김단비                 | 3:53     |
| 6    | 일상 후유증                     | 김단비 | 김현무, 김단비         | 4:58     |
| 7    | 인연이기까지                    | 김단비 | 김현무, 김단비         | 5:30     |
| 8    | 풀이                            | 김단비 | 정관영, 김단비         | 5:26     |
| 9    | 아이가 피운 연꽃                | 김단비 | 정관영, 김단비         | 3:33     |
| 10   | 피어나다                        | 김단비 | 정관영, 김현무, 김단비 | 4:26     |
| 11   | 남쪽 바다 아래                  | 김단비 | 김현무, 김단비         | 2:04     |